# Paysage de Cagnes
Paysage de Cagnes è un dipinto a olio su tela realizzato intorno al 1905-1908 dal pittore Pierre-Auguste Renoir. È conservato alla Fondazione Magnani-Rocca come parte della collezione permanente di Luigi Magnani, è una delle rare opere di Renoir visibile in una collezione italiana.
Il quadro fa parte della produzione della maturità artistica di Renoir e rappresenta una veduta di Cagnes-sur-Mer, in Costa Azzurra, luogo in cui il pittore si era trasferito ai primi del Novecento su ordine dei medici per tentare di contrastare i sintomi dell'artrite reumatoide 
.